# Rudy Bond
Pour les articles homonymes, voir Bond.
Rudy Bond est un acteur américain né le 1er octobre 1912 à Philadelphie, en Pennsylvanie (États-Unis), mort le 29 mars 1982 à Denver (Colorado).

## Biographie
Rudy Bond est né à Philadelphie, en Pennsylvanie. Il était le deuxième plus jeune de cinq enfants. Il a été élevé dans les zones urbaines de Philadelphie par sa mère. Il a fait ses études dans les écoles de Philadelphie, et a finalement reçu un BA de Central High, la seule école de la nation certifiée pour accorder de tels diplômes. 
À 16 ans, Bond a été introduit dans le monde du spectacle. Il jouait au basket avec un groupe d'amis quand Julie Sutton, la directrice d'un groupe d'acteurs amateurs, s'est approchée du groupe pour demander si quelqu'un voulait jouer dans une pièce de théâtre. Bond s'est porté volontaire, et a joué dans plusieurs pièces de théâtre avant de quitter Philadelphie pour rejoindre l'armée américaine. Il a passé quatre ans sous les drapeaux, a été blessé durant la Seconde Guerre mondiale, et est retourné à Philadelphie après son départ de l'armée.

## Filmographie
- 1950 : With These Hands de Jack Arnold : Business agent
- 1951 : Un tramway nommé Désir (A Streetcar Named Desire) d'Elia Kazan : Steve
- 1953 : La Belle du Pacifique (Miss Sadie Thompson) de Curtis Bernhardt : Pvt. Hodges
- 1954 : Sur les quais (On the Waterfront) d'Elia Kazan : Moose
- 1957 : Poursuites dans la nuit (Nightfall) de Jacques Tourneur : Red
- 1957 : Douze Hommes en colère (12 Angry Men) de Sidney Lumet : Judge
- 1957 : Les Frères Rico (The Brothers Rico) de Phil Karlson : Charlie Gonzales
- 1957 : The Hard Man (it) de George Sherman : John Rodman
- 1958 : L'Odyssée du sous-marin Nerka (Run Silent Run Deep) de Robert Wise : Petty Officer 1st Class Cullen
- 1959 : Au milieu de la nuit (Middle of the Night) de Delbert Mann : Gould
- 1960 : Le Mal d'être jeune (Because They're Young) de Paul Wendkos : Chris
- 1960 : Commando de destruction (The Mountain Road) de Daniel Mann : Sgt. Miller
- 1960 : Vénus au vison (BUtterfield 8) de Daniel Mann : Big man
- 1970 : Hercule à New York (Hercules in New York) d'Arthur Allan Seidelman : Ship Captain
- 1970 : Move de Stuart Rosenberg : Detective Sawyer
- 1971 : Mr. Forbush and the Penguins (en) Roy Boulting, Arne Sucksdorff et Alfred Viola : 3rd Pilot
- 1971 : Qui est Harry Kellerman ? (Who Is Harry Kellerman and Why Is He Saying Those Terrible Things About Me?) d'Ulu Grosbard : Newsdealer
- 1972 : Le Parrain (The Godfather) de Francis Ford Coppola : Carmine Cuneo
- 1973 : La Dernière enquête (Brock's Last Case) de David Lowell Rich (TV) : McNulty
- 1974 : Les Superflics (The Super Cops) de Gordon Parks : Policeman
- 1974 : Les Pirates du métro (The Taking of Pelham One Two Three) de Joseph Sargent : Phil, commissaire de police
- 1974 : La Loi et la Pagaille (Law and Disorder ) d'Ivan Passer
- 1979 : A Special Gift (TV) : Dr Schultz
- 1979 : The Rose de Mark Rydell : Monty
- 1980 : Skag (en) (TV)
- 1981 : Stand by Your Man (TV) : Grandfather